# Șkarbînka, Bârzula
Șkarbînka (în ucraineană Шкарбинка) este un sat în comuna Liubașivka din raionul Bârzula, regiunea Odesa, Ucraina.

## Demografie
Componența lingvistică a localității Șkarbînka
     Ucraineană (77,05%)
     Română (21,31%)
     Rusă (1,64%)
Conform recensământului din 2001, majoritatea populației localității Șkarbînka era vorbitoare de ucraineană (77,05%), existând în minoritate și vorbitori de română (21,31%) și rusă (1,64%).